# Faculdade de Direito de São Bernardo do Campo
A Faculdade de Direito de São Bernardo do Campo (FDSBC), popularmente conhecida como "Direito São Bernardo", é uma autarquia municipal,  sem fins lucrativos, que oferece o curso de graduação em Direito e pós-graduação Lato Sensu e Stricto Sensu. A instituição pública, com mais de 50 anos de atividade, é referência no ensino jurídico do país, tendo formado mais de 14 mil profissionais atuantes nas mais diversas áreas do Direito.

## História

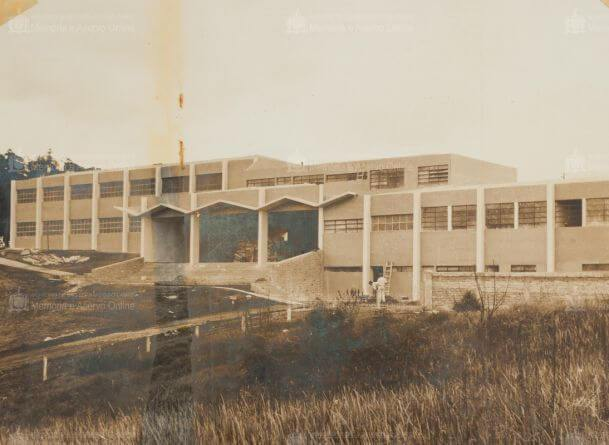
Fachada da Faculdade de Direito de São Bernardo do Campo à época de sua fundação-Prédio Java

### Fundação da FDSBC
A Faculdade de Direito de São Bernardo do Campo (FDSBC) foi criada pela  Lei Municipal nº 1.246, de 5 de outubro de 1964, e instituída Autarquia Municipal de acordo com a Lei n° 1251, de 27 de outubro de 1964. Autorizada a funcionar pelo Egrégio Conselho Estadual de Educação de São Paulo conforme Parecer n° 484/64 e de conformidade com o Decreto do Senhor Governador n° 44.564, de 22 de fevereiro de 1965, foi reconhecida através do Decreto Estadual n° 49.845, de 17 de junho de 1968.
Sua criação resultou de um ideal que o Prof. Dr. Paulo Teixeira de Camargo acalentou durante muitos anos, no sentido de criar um estabelecimento de ensino superior na Região do Grande ABC que pudesse formar uma elite de jovens dotados de capacidade e espírito cívico.

Contando com o apoio incondicional dos senhores Hygino Baptista de Lima e Aldino Pinotti, então Prefeito e Vice-Prefeito de São Bernardo do Campo, e com a aprovação da Câmara Municipal presidida pelo Vereador Indu Rovai, criou-se a Faculdade de Direito de São Bernardo do Campo no Bairro Jardim do Mar, em São Bernardo do Campo-SP, em 5 de outubro de 1964.

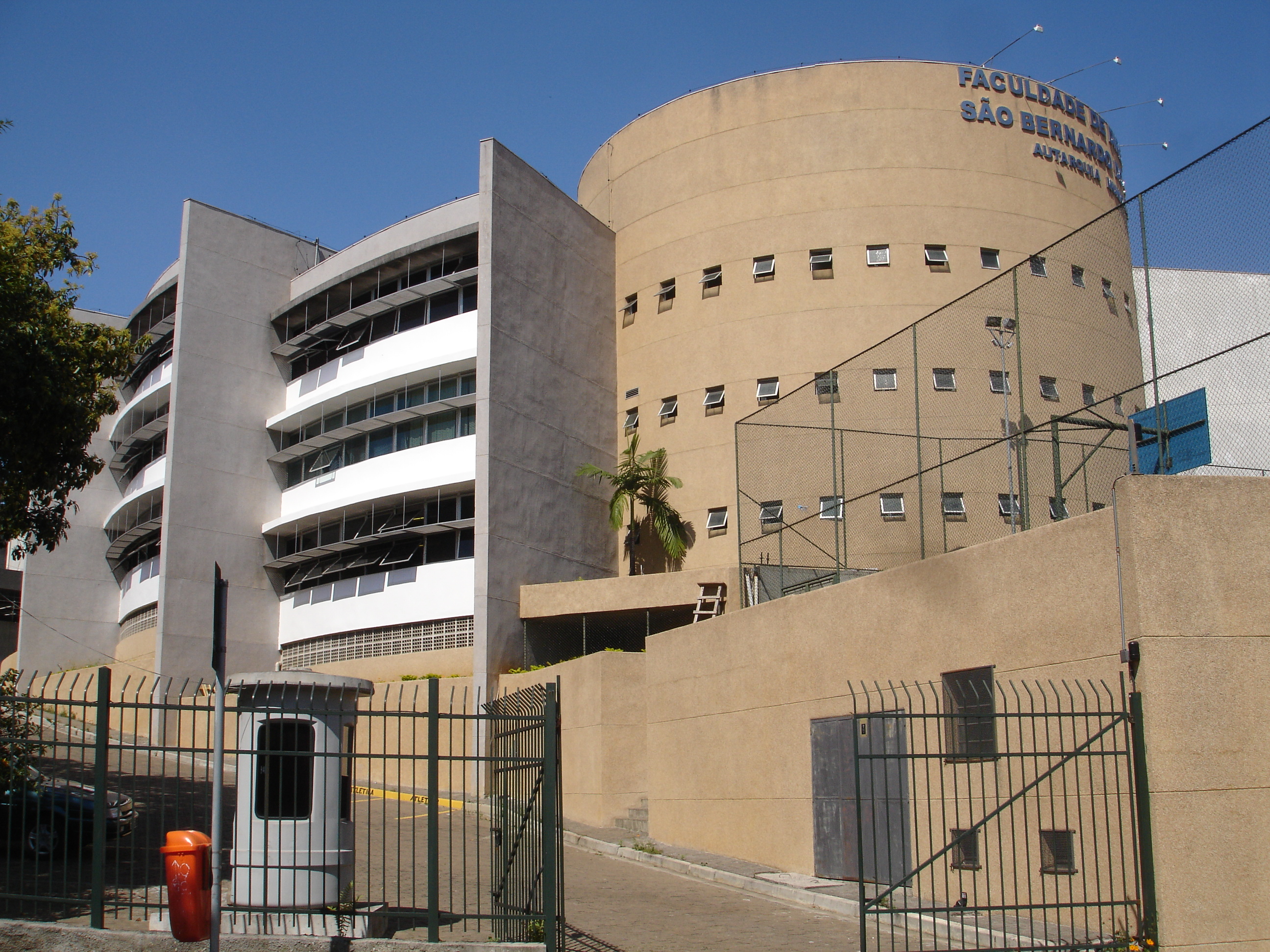
FDSBC-Prédio Barentz

Produto de uma situação política, econômica e social, a FDSBC inseriu-se no contexto da época de crescimento industrial e solidificação de multinacionais no país, sendo, posteriormente, testemunha dos clássicos conflitos de interesse gerados entre trabalhadores e patronato no ABC paulista, do inicio do movimento sindical, da oposição ao regime militar e do movimento pelas eleições diretas para Presidente da República.
Em toda sua história, contou a Direito São Bernardo com o concurso de eminentes Professores recrutados entres os nomes de maior projeção em nosso meio jurídico, tais como: Paulo Teixeira de Camargo, José Cretella Júnior, Farid Casseb, Hely Lopes Meirelles, Esther de Figueiredo Ferraz, Rubens Teixeira Scavone, Diógenes Gasparini, Eduardo Domingos Bottallo, Ricardo Lewandowski, José Benedito Franco de Godoi, Nei Frederico Cano Martins, Sydney Sanches, Sidnei Agostinho Beneti, José Geraldo Rodrigues de Alckmin, Hélio de Miranda Guimarães, Mauro Iasi, Paulo Dias de Moura Ribeiro, entre outros professores ilustres que abrilhantaram o magistério desta autarquia municipal.
A Direito São Bernardo é a alma mater de diversos juristas como Ricardo Lewandowski (ex-presidente do Supremo Tribunal Federal), Eurico Marcos Diniz de Santi (autor de diversos livros e vencedor do Prêmio Jabuti), Márcio Orlando Bártoli (Desembargador do TJ-SP), Ivani Contini Bramante (Desembargadora do TRT-2ª), Arthur Luis Mendonça Rollo (Secretário Nacional do Consumidor do Ministério da Justiça e Segurança Pública), Luiz Roberto Ungaretti de Godoy (Delegado da Polícia Federal, Diretor do Departamento de Recuperação de Ativos e Cooperação Jurídica Internacional do Ministério da Justiça), entre outros.

### "Lei da Sangria"
No dia 16 de Dezembro de 2004, a partir do projeto de Lei nº 212 de 2004, de iniciativa do executivo municipal (ocupado pelo então Prefeito William Dib, PSB), foi promulgada a Lei Municipal nº 5.364. Apelidada pelo corpo discente como "Lei da Sangria", ela determinou a transferência de toda disponibilidade financeira do ativo financeiro da Faculdade de Direito de São Bernardo do Campo ao Município de São Bernardo do Campo. Inicialmente, o montante transferido (totalizando R$55.248.357,48) seria destinado à viabilização de projetos de interesse da Autarquia, de acordo com o disposto no Art.1º, Parágrafo Único, da referida Lei. 
Após anos de idas e vindas, de acordos e desacordos, e de disputa judicial, por meio de ação popular, em 2010, já sob o governo do Prefeito Luiz Marinho, acordou-se enfim a devolução da quantia corrigida, correspondendo os valores atualizados a R$70.275.503,89. A restituição dos recursos devidos, segundo proposta apresentada pelo Município, dar-se-ia, conjuntamente, de três maneiras: através de pagamentos mensais parcelados em 130 vezes, de pagamento de parcela única e pela construção de uma nova biblioteca na Faculdade de Direito, a cargo do Município, no valor de R$10.000.000,00.
No dia 23.11.2011, o Tribunal de Justiça do Estado de São Paulo confirmou a sentença de primeira instância que julgou inconstitucional a transferência dos recursos para os cofres da Prefeitura Municipal, por ofender aos princípios constitucionais da autonomia autárquica e universitária. No acórdão, foi indeferida a preliminar em que a Prefeitura pretendia a extinção da ação popular por conta do acordo entabulado entre a Prefeitura e a direção da FDSBC para a devolução do montante transferido. O TJSP fundamentou a decisão no fato de não terem os autores da ação popular e o Ministério Público participado da transação.

### "Lei da Empresa Pública"
Em 15 de dezembro de 2020, o Projeto de Lei 90/20 de autoria do Prefeito Orlando Morando (PSDB), que trazia mudanças significativas na estrutura da FDSBC (sem prévia discussão com a comunidade discente e docente da faculdade), foi enviado à Câmara Municipal de São Bernardo do Campo e, na mesma data, foi encaminhado à ordem do dia para discussão e votação, oportunidade em que foi aprovado em votação única, sendo sancionado e publicado no dia 17/12/2020 como lei municipal n° 6.949/20.
A lei, apelidada pelo corpo discente como "Lei da Empresa Pública", previa: (i) a autorização para alteração do regime jurídico da faculdade de autárquico (pessoa jurídica de Direito Público) para empresa pública (pessoa jurídica de Direito Privado), bem como a vinculação de seu orçamento ao da prefeitura; (ii) a suspensão do pagamento a título de restituição dos valores transferidos por meio da "Lei da Sangria"; (iii) a criação da Escola de Governo, que seria custeada pela Faculdade, que ofereceria cursos das áreas da saúde, educação, defesa e recuperação de ativos do município, previdência, assistência social, meio ambiente e demais cursos voltados aos serviços públicos aos servidores públicos do município.
O objetivo do Executivo Municipal, ao transformar a faculdade em empresa pública, era ter acesso novamente ao ativo financeiro em caixa da FDSBC, calculado em R$ 60.000.000,00 (sessenta milhões de reais), bem como ao valor mensal auferido por meio da mensalidade dos cursos de graduação e pós-graduação em direito. Ao vincular o orçamento da faculdade ao da prefeitura, o Executivo Municipal poderia utilizar o valor arrecadado para outros fins que não a manutenção e reinvestimento na própria faculdade, o que representaria evidente perda de autonomia administrativa, financeira e acadêmica da Instituição, razão pela qual foi proposta ação direta de inconstitucionalidade contra a referida lei. 
Neste contexto, o Órgão Especial do Tribunal de Justiça de São Paulo, ao julgar a ADI n° 2300492-84.2020.8.26.00000, por unanimidade, reconheceu a inconstitucionalidade da lei municipal. Para o relator, desembargador Márcio Bartoli, o texto era "nitidamente ofensivo" aos artigos 111 e 254, ambos da Constituição Estadual, e 37, caput, e 207, da Constituição Federal. Além disso, afirmou, houve afronta à Lei de Diretrizes e Bases da Educação Nacional, especialmente em relação à autonomia universitária.
"A norma objurgada desrespeitou a autonomia didático-científica, administrativa e de gestão financeira e patrimonial reservada à Faculdade de Direito de São Bernardo do Campo. Nota-se, além disso, a configuração de verdadeiro excesso da legislação quanto às possibilidades de controle e interferência da administração municipal sobre a autarquia educacional, que, vale destacar, é dotada de capacidade de autoadministração e patrimônio próprio", disse. 

## Curso

### Graduação
O ingresso na graduação ocorre por meio do vestibular. São ofertadas anualmente 480 vagas, sendo 240 para o período matutino e 240 para o período noturno. As aulas são oferecidas de segunda a sexta-feira, das 7h30 às 11h50 para o período matutino, e das 18h40 às 23h para o período noturno.
O curso da graduação é anual e a grade curricular do Bacharelado em Direito é composto pelas disciplinas obrigatórias e optativas (estas apenas no quinto ano da graduação), horas de atividades complementares e de estágio supervisionado, elaboração e defesa do TCC (trabalho de conclusão de curso) e a prova do ENADE (no quinto ano e de 3 em 3 anos).  Tudo isso deve ser concluído no período mínimo de 5 anos. 

### Pós-graduação

#### Lato Sensu
Os Cursos de Pós-Graduação Lato Sensu, que compreendem os cursos de Especialização, de aperfeiçoamento, de atualização e de Extensão Universitária, tiveram início em 1991.
Os cursos de especialização têm duração média de 2 anos (carga horária de 450 horas), divididos em módulos, com abertura de novas turmas a cada semestre.  Atualmente, os cursos de especialização oferecidos são: Direito e Relações do Trabalho, Direito Processual Civil, Direito Civil, Direito Tributário, Direito Empresarial, Direito e Operações Imobiliárias, em Direito do Consumidor e Estudo Sistemático da Legislação de Consumo, entre outros

#### Stricto Sensu
O Programa de Pós-Graduação Stricto Sensu em Direito (PPGD) da Faculdade de Direito de São Bernardo do Campo, o primeiro Mestrado Acadêmico em Direito da região do ABC, recebeu aprovação na 232ª reunião do Comitê Técnico-Científico de Ensino Superior da CAPES, realizada em setembro de 2024. Seu reconhecimento foi oficializado por meio da Portaria MEC nº 213, de 20 de março de 2025, com fundamento no parecer CNE/CES nº 177/2025, emitido pela Câmara de Educação Superior do Conselho Nacional de Educação.
A área de concentração em Direito Privado, está dividida em duas linhas de pesquisa, a primeira voltada para o aprofundamento do Direito Civil Contemporâneo e a segunda direcionada as interfaces do Direito privado com Direito Público. Os estudos e pesquisa deverão ser assim direcionados para uma das seguintes linhas: Linha 1 – Contrato, Empresa e Sociedade; Linha 2 – Intervenção econômica estatal e relações do trabalho.

## Selos de Qualidade

### Ranking Universitário Folha – RUF
Uma das mais importantes avaliações anuais do ensino superior no Brasil, o Ranking Universitário Folha (RUF) avalia uma série de fatores referentes às instituições e seus cursos, como, por exemplo, mercado de trabalho, pesquisas científicas, qualidade de ensino, entre outros.
A Direito São Bernardo se classificou na última avaliação realizada em 2016, como a 3ª melhor instituição pública de ensino jurídico do estado de São Paulo e também como a melhor do Grande ABC, dessa forma a Direito São Bernardo manteve o reconhecimento de sua qualidade de ensino e de profissionais egressos ao lado de instituições como USP (1º lugar) e Unesp (2º lugar). A Instituição alcançou ainda a 35ª posição no ranking geral nacional, dentre 876 avaliadas, e o 11º lugar entre instituições públicas e privadas do estado de São Paulo.

## Curiosidades
1. Em 2002, Oscar Niemeyer desenvolveu, gratuitamente, um projeto do que seria o novo campus da instituição de ensino. O arquiteto dizia-se sensibilizado por idealizar um prédio público, destinado à educação, para uma autarquia municipal. A maquete do prédio, que teria um centro administrativo moderno, um centro informatizado para otimizar o trabalho interno, área de apoio para os setores de graduação, pós e estágio, além de uma área que pudesse acomodar um escritório-escola e uma mini-vila olímpica, foi exibida durante três anos ao lado da secretaria da faculdade. O prédio, porém, nunca foi construído e a maquete foi "perdida". O presente dado pelo arquiteto mais importante da história do país nunca foi e nem será aproveitado.[15][16][17]
2. Em 2005, após a "lei da sangria", o prefeito de São Bernardo do Campo à época, William Dib, tentou municipalizar a FDSBC ao tentar extinguir a lei que criou a autarquia, oficializada no fim da década de 1960. O prefeito afirmou naquela oportunidade que "o regime de autarquia não está funcionando, de acordo com a avaliação da administração municipal, que é dona da Autarquia" sem dar detalhes da avaliação.[18] A municipalização levaria à extinção da FDSBC quanto autarquia  (fim da sua independência administrativa e financeira) e à subordinação direta à Secretaria de Educação de São Bernardo do Campo e, consequentemente, ao sucateamento da instituição, que culminaria com a privatização da faculdade ou com a extinção definitiva. O ato visava, na verdade, extinguir a obrigação da Prefeitura em restituir à autarquia o valor que foi transferido com a "lei da sangria".
3. Em 2009, houve um projeto de "federalizar" a FDSBC, encabeçada pelo CAXXA e pelo prefeito Luiz Marinho. Segundo o planejamento, a faculdade deixaria de ser uma autarquia municipal e passaria a pertencer à Universidade Federal do ABC (UFABC), criada em julho de 2005, mudando seu regime jurídico para fundação federal.[19]
4. Em 2014, o Ministro Ricardo Lewandowski, graduado pela FDSBC em 1973 e ex-professor e vice-diretor dessa instituição pública, assumiu a Presidência do Supremo Tribunal Federal. Em 2012, o Ministro do STF comandou a Aula Magna da faculdade [20]  proferindo a palestra sobre “Noções Contemporâneas do Princípio Republicano”, ocasião em que demonstrou a estima que mantém pela Direito São Bernardo: "Embora de longe, tenho acompanhado a projeção nacional que tem essa Casa de ensino, que se coloca sem dúvida nenhuma entre as melhores do país, reconhecida pelo Ministério da Educação e Cultura, pela Ordem dos Advogados do Brasil e que se destaca no conceito acadêmico por várias razões. A primeira delas é a excelência do corpo docente, também pelo fato de ser uma das poucas escolas superiores públicas isoladas e por esse trabalho não apenas de ensino, mas de extensão, de serviços à comunidade, que é um grande papel das universidades”, declarou para uma plateia de 1300 pessoas durante o evento no Cenforpe.[21][22]
5. Os dois processos de impeachment de Presidentes da República foram presididos no Senado por ex-professores da FDSBC: Sydney Sanches, no processo de impeachment de Fernando Collor de Mello em 1992, e Ricardo Lewandowski, no processo de impeachment de Dilma Rousseff em 2016.
6. Em 1995, a Lei do Estado de São Paulo n° 9.083, de 17 de fevereiro, autorizou o Poder Executivo a criar a Universidade Estadual do Grande ABC. A Universidade Estadual do Grande ABC seria constituída, inicialmente, mediante a incorporação da Faculdade de Direito de São Bernardo do Campo e outras prestigiadas instituições de ensino da região. Embora a referida lei ainda esteja em vigor, a Universidade Estadual do Grande ABC não saiu do papel.[23]

## Ver Também
- USCS
- FSA
- FEI
- IMT
- UFABC
- UNIFESP

## Site oficial
- https://www.direitosbc.br/